# Motore a sei tempi

## Tipologia
Questo motore è di vari tipi:

### Tipo Recupero
In questo tipo di funzionamento, il motore si avvale di tre tipi di valvole, una valvola d'aspirazione, una di scarico e una di recupero o di trasferimento.
Il motore in quattro tempi a ciclo Otto o ciclo Diesel compie le prime quattro fasi normali del ciclo a quattro tempi, poi riutilizza il calore dei gas di scarico, che invece di essere scaricati sono convogliati, con un'azione di travaso, in un corpo (cilindro) di accumulo dello stesso motore, e utilizzati in un'ulteriore corsa del pistone del cilindro, detta di recupero, formando la quinta e sesta fase del ciclo.

#### Ciclo
|                                                     |                |                 |             |
| Il pistone nella posizione di punto morto superiore | 1. Aspirazione | 2. Compressione | Combustione |
|                                                     |                |                 |             |
| 3. Espansione                                       | 4. Travaso     | 5. Recupero     | 6. Scarico  |

#### Modelli
Attualmente esistono questi modelli di motori:
- Motore Crower, inventato da Bruce Crower, Stati Uniti.
- Motore Bajulaz il motore di Bajulaz SA, azienda svizzera.
- Motore Velozeta costruito dal Collegio di Ingegneria, A Trivandrum, India.

#### Vantaggi
Questo tipo di motore presenta i seguenti vantaggi:
- Maggiore estrazione di potere energetico
- Ridotta necessità del sistema di raffreddamento
- Aumento del 40% di efficienza rispetto al motore ciclo Otto o ciclo Diesel.

#### Svantaggi
Questo tipo di motore presenta i seguenti svantaggi:
- Vincolo di dover avere un motore a sei cilindri (o multipli di sei), sfasati di 180° l'uno rispetto all'altro
- Minore potenza specifica

### Tipo Gradinata
In questo tipo di funzionamento, il motore si avvale di un secondo pistone, che ha una velocità di rotazione doppia rispetto al cilindro principale, collegato in modo da avere il PMI che combacia con il PMI e il PMS del cilindro primario, ma con una corsa ridotta della metà.

#### Ciclo
|                                                     |                |                                 |                       |
| Il pistone nella posizione di punto morto superiore | 1. Aspirazione | 2. Scarico/travaso/compressione | 3. Recupero           |
|                                                     |                |                                 |                       |
| 3. Compressione                                     | 4. Combustione | 5. Espansione                   | 6. Scarico/espulsione |

#### Modelli
Attualmente esistono questi motori di tipo Gradinata:
- Motore con Testata Beare, inventato dall'australiano Malcolm Beare.
- Pompa di carica, inventato dal tedesco Helmut Kottmann.

#### Vantaggi
Questo tipo di motore presenta i seguenti vantaggi:
- Impiego di solo due tipi di valvole per cilindro (aspirazione e travaso o travaso e scarico)
- Maggior facilità nel raggiungimento di un elevato rapporto di compressione.

#### Svantaggi
- Ridotti benefici sulle emissioni nocive

### Tipo Gradinata e recupero
In questo tipo di funzionamento, il motore si avvale di un secondo e terzo pistone, tutti alla stessa velocità di rotazione, un pistone fa da gradinata (misura intermedia) ed uno da recupero (misura grande), il pistone principale è il più piccolo di diametro e lavora con un ciclo 2 tempi, pur avendo una struttura tipica di un motore a 4 tempi.

#### Ciclo
|                                                     |                       |                                 |                          |
| Il pistone nella posizione di punto morto superiore | 1. Aspirazione        | 2. Scarico/travaso/compressione | 3. Recupero/compressione |
|                                                     |                       |                                 |                          |
| 3. Combustione                                      | 4. Espansione/travaso | 5. Travaso/Espansione           | 6. Scarico/espulsione    |

#### Vantaggi
Questo tipo di motore presenta i seguenti vantaggi:
- Impiego di solo di valvole per cilindro (valvole d'aspirazione e condotto travaso, valvole d'aspirazione e travaso, condotto travaso e valvole di scarico)
- Maggior facilità nel raggiungimento di un elevato rapporto di compressione.

#### Svantaggi
- Complessità meccanica